# Frenectomia lingual
Frenectomia é a remoção cirúrgica do freio lingual ou labial. O procedimento é realizado quando o freio causa retração gengival, diastemas, dificuldades de higienização e problemas periodontais ou oclusais.